# Pogonomys
Pogonomys is een geslacht van knaagdieren uit de muizen en ratten van de Oude Wereld dat voorkomt op Nieuw-Guinea en een aantal nabijgelegen eilanden en in het noordoosten van Australië. Ze zijn het nauwste verwant aan Chiruromys, Anisomys, Coccymys en Hyomys. Chiruromys werd tot 1979 als een ondergeslacht van Pogonomys gezien. Pogonomys omvat grote, in bomen levende muizen (of ratten) met een grijpstaart.
Er zijn zeven soorten (twee onbeschreven):
- Pogonomys championi (Telefomin- en Tifalmin-valleien van Nieuw-Guinea)
- Pogonomys fergussoniensis (Goodenough, Normanby en Fergusson)
- Pogonomys loriae (bergen van Nieuw-Guinea)
- Pogonomys macrourus (Nieuw-Guinea en nabijgelegen eilanden)
- Pogonomys sylvestris (bergen van Nieuw-Guinea)
- Pogonomys sp. 1 (Australië) (Noordoost-Australië) (correcte naam onzeker)
- Pogonomys sp. 2 (Snow Mountains) (Snow Mountains)